# Хэбэй
Хэбэ́й (кит. упр. 河北, пиньинь Hébĕi, буквально: «север реки») — провинция на востоке Китая. Административным центром является Шицзячжуан. Согласно переписи 2020 года, в Хэбэе проживало 74,61 млн человек.

## География

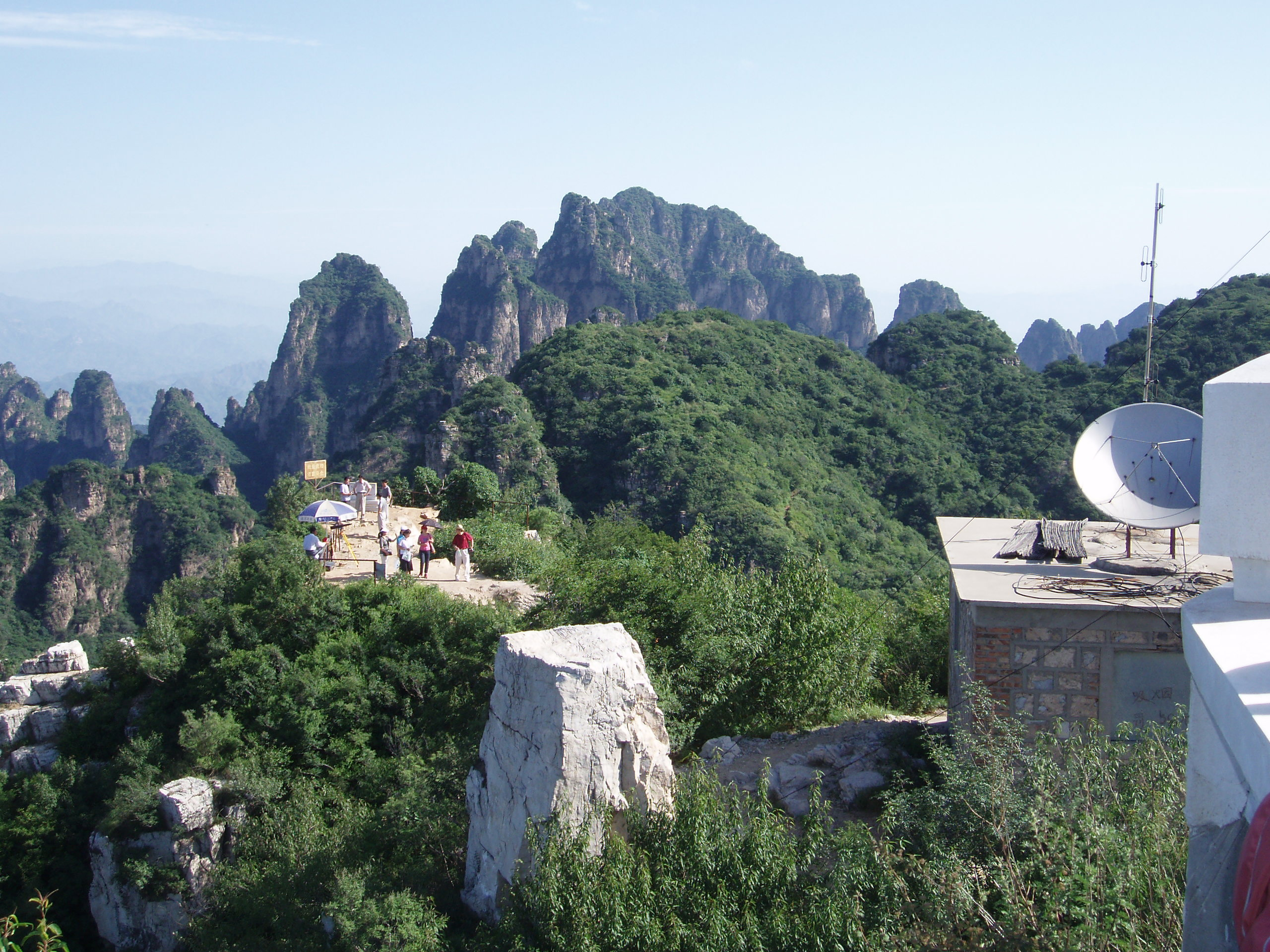
Гора Ланья

Провинция расположена в нижнем течении реки Хуанхэ, при впадении её в Желтое море. На севере граничит с провинцией Ляонин и Внутренней Монголией, на западе с провинцией Шаньси, на юге с провинцией Шаньдун. 
Провинция Хэбэй полностью окружает территории городов центрального подчинения Пекин и Тяньцзинь.
Занимаемая провинцией площадь — 187 240 км² (13-е место среди всех провинций страны).

## История
Во времена империи Мин после того, как в 1421 году Пекин стал столицей страны, эти земли были подчинены напрямую императорскому Двору, и получили название Бэйчжили («Северные непосредственно управляемые земли»). При империи Цин были ликвидированы «Южные непосредственные земли», и «Бэйчжили» стали называть просто Чжили. После Синьхайской революции 1911 года Чжили стала обычной провинцией. В 1928 году провинция Чжили была переименована в «Хэбэй».

## Население
По данным переписи населения КНР 2010 года, первые пять народностей по численности населения в  провинции Хэбэй были следующие:
| Народность | Население  | Процент |
| ---------- | ---------- | ------- |
| ханьцы     | 68 861 333 | 95,83 % |
| маньчжуры  | 2 169 311  | 3,02 %  |
| хуэй       | 570 170    | 0,79 %  |
| монголы    | 180 849    | 0,25 %  |
| чжуаны     | 17 295     | 0,024 % |

## Административно-территориальное деление
Провинция Хэбэй делится на 11 городских округов:
| Карта | №           | Русское название | Китайское название | Пиньинь |
| ----- | ----------- | ---------------- | ------------------ | ------- |
|       |             |                  |                    |         |
| 1     | Шицзячжуан  | 石家庄市         | Shíjiāzhuāng shì   |         |
| 2     | Баодин      | 保定市           | Bǎodìng shì        |         |
| 3     | Цанчжоу     | 沧州市           | Cāngzhōu shì       |         |
| 4     | Чэндэ       | 承德市           | Chéngdé shì        |         |
| 5     | Ханьдань    | 邯郸市           | Hándān shì         |         |
| 6     | Хэншуй      | 衡水市           | Héngshǔi shì       |         |
| 7     | Ланфан      | 廊坊市           | Lángfāng shì       |         |
| 8     | Циньхуандао | 秦皇岛市         | Qínhuángdǎo shì    |         |
| 9     | Таншань     | 唐山市           | Tángshān shì       |         |
| 10    | Синтай      | 邢台市           | Xíngtái shì        |         |
| 11    | Чжанцзякоу  | 张家口市         | Zhāngjiākǒu shì    |         |

## Вооружённые силы
В Шицзячжуане расположены штаб сухопутных войск Центрального военного округа, Шицзячжуанское командное училище сухопутных войск, Шицзячжуанское училище сухопутных войск и Инженерное училище вооружений; в Чжанцзякоу — штабы 81-й группы армий и 7-й истребительной авиадивизии, а также Сюаньхуаское артиллерийское училище; в Баодине — штабы 82-й группы армий и 82-й бригады армейской авиации; в Ланфане — Академия Народной вооружённой милиции Китая.

## Экономика

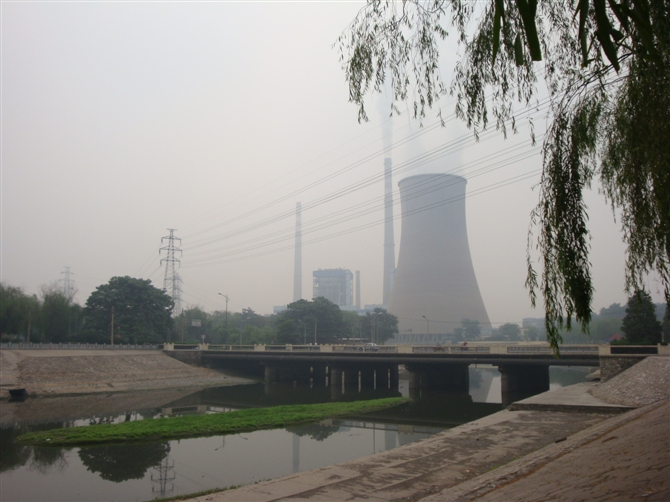
Теплоэлектростанция в Таншане

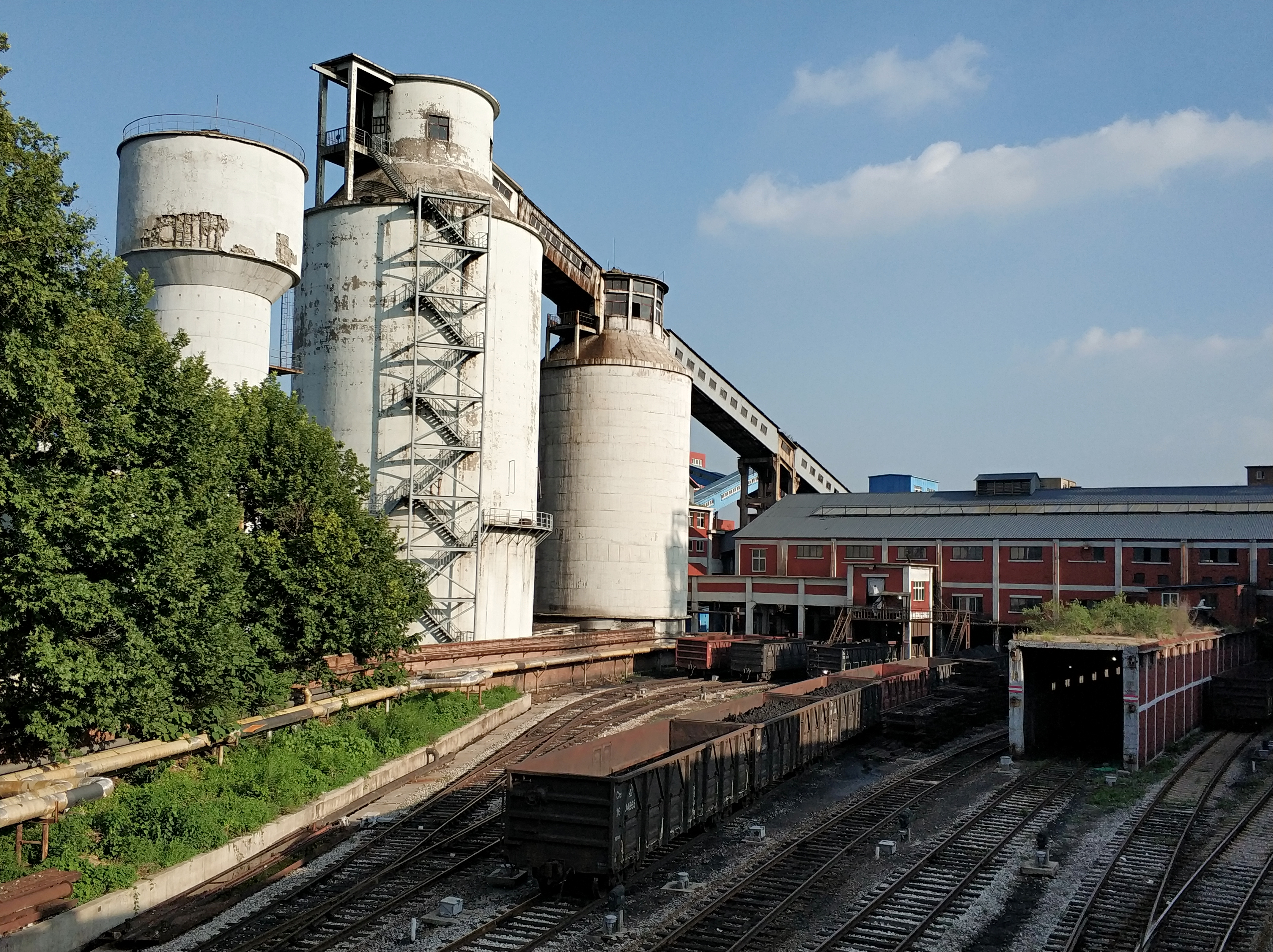
Угольная шахта в Таншане

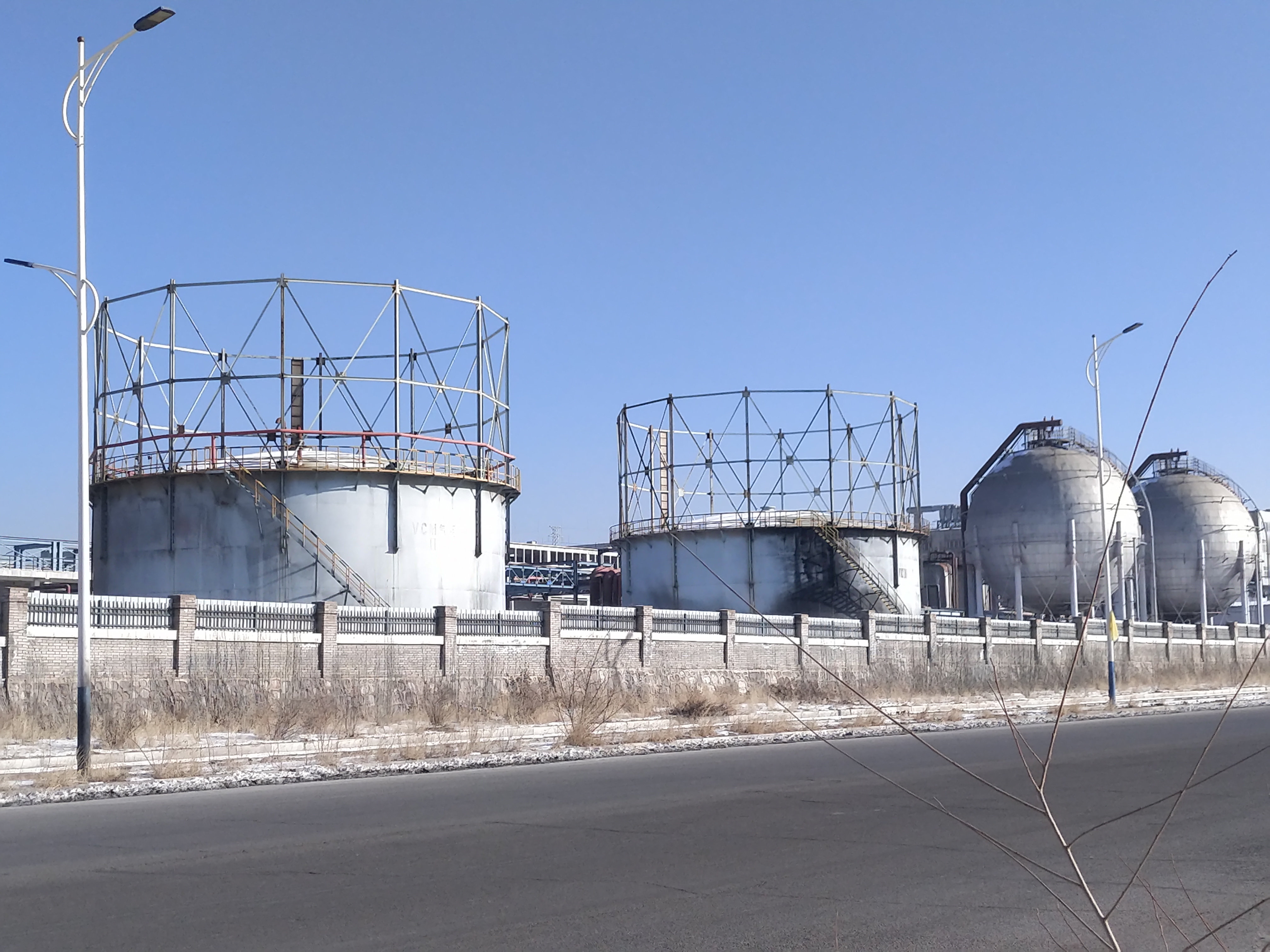
Газохранилище в Чжанцзякоу

По итогам 2020 года валовой региональный продукт провинции Хэбэй вырос на 3,9 % до 3,62 трлн юаней (около 561 млрд долл. США). Объём внешней торговли вырос на 10,2 % до 441,04 млрд юаней; экспорт вырос на 6,4 % до 252,19 млрд юаней, а импорт — на 15,8 % до 188,85 млрд юаней.

### Сельское хозяйство
Сдерживающим фактором развития сельского хозяйства Хэбэя являются частые летние засухи. 

### Промышленность
Провинция Хэбэй является крупнейшим производителем стали и чугуна в Китае; здесь базируется государственная HBIS Group — одна из крупнейших сталелитейных компаний страны.

### Внешняя торговля
За первые 11 месяцев 2021 года внешнеторговый оборот провинции Хэбэй увеличился на 22,4 % в годовом исчислении и составил 488 млрд юаней (около 76,6 млрд долларов США). Объём экспорта составил 270,8 млрд юаней, увеличившись на 20,6 % по сравнению с тем же периодом 2020 года, а объём импорта  составил 217,3 млрд юаней, увеличившись на 24,6 %. Основными статьями экспорта являются механическая, электротехническая и сталелитейная продукция, автозапчасти, автомобили и электронные компоненты; основными статьями импорта — аграрная продукция (в том числе соевые бобы), железная руда и энергоносители (в том числе природный газ и сырая нефть).
По итогам 2022 года объем внешней торговли провинции Хэбэй составил 562,9 млрд юаней (82,61 млрд долл. США), увеличившись на 3,9 % в годовом исчислении. Экспорт провинции составил 340,74 млрд юаней, увеличившись на 12,5 % в годовом исчислении, а импорт — 222,16 млрд юаней, снизившись на 7 %. Объём торговли с АСЕАН вырос на 32,2 % в годовом выражении, составив 76,67 млрд юаней. Таким образом, страны АСЕАН стали крупнейшим торговым партнером Хэбэй. Экспорт электромеханической продукции увеличился на 19,8 % до 130 млрд юаней, что составило 38,2 % от общего объема экспорта провинции.
В 2023 году общий внешнеторговый оборот провинции Хэбэй достиг 581,84 млрд юаней (81,89 млрд долл. США), увеличившись на 7,4 % в годовом исчислении. Объем внешней торговли частных предприятий Хэбэя вырос на 4,7 % до 370,86 млрд юаней, что составило 63,7 % от общего объема внешнеторгового оборота провинции. Стоимость экспорта электромеханической продукции составила 162,73 млрд юаней, увеличившись на 33,1 %.

### Благосостояние
В провинции Хэбэй, как и в большинстве провинций Китая, минимальная заработная плата устанавливается разного уровня, в зависимости от уровня развития провинции, её районов и стоимости жизни. В провинции Хэбэй существует четыре уровня минимальной заработной платы. С 1 ноября 2019 года минимальный размер оплаты труда в провинции Хэбэй составляет по районам: А - 1900 юаней ($268.43) и 19 юаней ($2.68) в час, B - 1790 юаней ($252.90) и 18 юаней ($2.54) в час, C - 1680 юаней ($237.36) и 17 юаней ($2.40) в час, D - 1580 юаней ($223.23) и 16 юаней ($2.26) в час.

## Культура
Объектами всемирного наследия ЮНЕСКО на территории провинции Хэбэй являются участок Шаньхайгуань Великой Китайской стены,  Горное убежище от летнего зноя, Восточные гробницы императоров династии Цин, Западные гробницы императоров династии Цин и Великий канал.
В провинции Хэбэй находится множество буддийских и даосских храмов, которые также являются ярчайшим культурным наследием данной провинции.

## Наука
Ведущими научно-исследовательскими учреждениями провинции Хэбэй являются университет Яньшань (Циньхуандао), Хэбэйский медицинский университет (Шицзячжуан), Китайский университет народной полиции (Ланфан), Северо-Китайский научно-технологический университет (Таншань).

## Экология
Хэбэй — самая загрязнённая провинция в стране. По данным Министерства защиты окружающей среды Китая, в первом полугодии 2018 года пять из 10 самых загрязнённых городов страны находились именно в Хэбэе, в том числе административный центр — Шицзячжуан. Сложная экологическая ситуация связана с деятельностью металлургических заводов Хэбэя, облака смога от которых доходят даже до Пекина.